# Bogusze (województwo warmińsko-mazurskie)
Bogusze – wieś w Polsce położona w województwie warmińsko-mazurskim, w powiecie ełckim, w gminie Prostki nad rzeką Ełk i przy drodze krajowej nr 65.
Wieś leży po obu stronach rzeki Ełk, na historycznym Mazowszu (część prawobrzeżna) i Podlasiu (część lewobrzeżna), przy historycznym trójstyku Mazowsza, Podlasia i Mazur. Znajduje się na terenach pojaćwieskich.
W latach 1956–88 w granicach Prostek (1956–72 o statusie osiedla, a 1973–88 wsi).
Wierni kościoła rzymskokatolickiego należą do parafii Trójcy Przenajświętszej w Grajewie.

## Historia
Osada powstawał na ziemiach zwanych Kamiennym Brodem. 14 marca 1438 roku Władysław I w Wąsoszu wystawił przywilej dla Bogusza z Łku na 20 włók przy granicy krzyżackiej i rzece Łek (obecnie Ełk) po jej obu brzegach i prawem zbudowania młyna, który utrwalił pierwociny osadnictwa najodleglejszym zakątku panowania mazowieckiego u zbiegu granicy Mazowsza, Wielkiego Księstwa Litewskiego i państwa krzyżackiego. 
Bogusz nie był w zamian zobowiązany do zwykłej służby rycerskiej, jakiej żądano od innych osadników, lecz nakazano mu pilnować puszczy, a szczególnie miejsc polowań, sąsiednich jezior, brać udział w polowaniach książęcych. Bogusz miał wiec identyczne obowiązki co osocznicy pilnujący puszcz na sąsiednich terenach W. Ks. Litewskiego. Nie spadł jednak do rzędu chłopów i jego potomkowie Boguszowie herbu Trzaska należeli do szlachty cząstkowej.  
Bogusz ten jest najprawdopodobniej Boguszem wójtem, który miał lokować w 1426 roku dla księcia wieś Grajwy (późniejsze Grajewo). Łek podany przy jego imieniu oznacza istniejącą w owym czasie osadę nad rzeką Łek, a późniejsza pełna nazwa wsi brzmiała Bogusze a rippa Łek (Bogusze Rypałki). 
W 1545 roku nieopodal wsi spotkały się komisje graniczne Prus i W. Ks. Litewskiego pracujące przy wytyczaniu granicy między tymi państwami. Wówczas na granicy między Prusami Książęcymi a Wielkim Księstwem Litewskim ustawiono murowany słup graniczny. 
Do 1663 roku wieś zajmowali wyłącznie sami Boguszowie. W 1676 roku już obok 3 zagród Boguszów były 2 Karwowskich, 1 Mścichowskiego, 1 Rogowskiego, 1 Pomiana i 3 luźnych chłopów pana Kuliga. W 1784 roku mieszkali Boguszowie, Rogowscy, Rydzewski, Toczyłowski, Wroczyński, a w XIX wieku Rogowscy, Szymanowscy, Żbikowski i Jan Żelachowski. Faktycznie już w XVIII wieku Szymanowscy i Żelachowscy dziedziczyli części po Boguszach. 
W 1827 roku we wsi były 54 domy zamieszkiwane przez 273 osoby, w roku 1859 było 37 domów i 265 mieszkańców. W 1870 w wyniku represji carskich po powstaniu styczniowym, Grajewo, które utraciło prawa miejskie weszło w skład gminy Bogusze.
31 lipca 1920 roku oddział 50 żołnierzy Armii Czerwonej zajął wieś. Po klęsce wojsk bolszewickich w bitwie pod Warszawą, gdy sytuacja na froncie się odwróciła, radzieckie oddziały uciekały do Prus Wschodnich.
Od 1 czerwca 1921 roku w Boguszach stacjonowała Placówka Straży Granicznej I linii „Bogusze”.
W dniach 26 i 27 września 1928 roku prezydent Ignacy Mościki, przed nadaniem sztandaru 9 Pułkowi Strzelców Konnych w Grajewie, odwiedził swego kolegę ze studiów, właściciela majątku Bogusze Stanisława Żelachowskiego.
W 1930 roku przy samej granicy pruskiej w zakupionym przez gminę Bogusze starym gmachu, po jego gruntownym remoncie umieszczono czteroklasową Szkołę Powszechną.
3 września 1939 wieś została spalona przez Niemców w odwecie za udaną akcję 1. batalionu 135 Pułku Piechoty na Prostkach. W dniu 20 września 1939 roku Niemcy opuścili teren wsi z uwagi wytyczoną linię demarkacyjną między Związkiem Radzieckim, a Rzeszą Niemiecką.  
Po wejściu Rosjan w 1939 roku właściciel majątku Bogusze Stanisław Żelachowski został wraz z rodziną wywieziony na Syberię. Zmarł w drodze jesienią 1940 r. w Mińsku. Symboliczna mogiła znajduje się na cmentarzu w Grajewie. 
W czerwcu 1941 roku Niemcy po napaści na ZSRR ponownie zajęli wieś. W latach 1941–1944 w Boguszach znajdował się obóz jeniecki Oflag 56 i Stalag 373 gdzie rozstrzelano 30 tys. żołnierzy rosyjskich, 460 włoskich i setki cywilnej ludności polskiej oraz obóz przejściowy dla Żydów, Polaków i Litwinów.  
W dniu 22.07.1959 roku na terenie byłego jenieckiego obozu hitlerowskiego odsłonięto pomnik ku czci pomordowanych.
Po II wojnie światowej Bogusze należały administracyjnie do powiatu szczuczyńskiego w województwie białostockim. W 1948 roku powiat przemianowano na powiat grajewski. Do 1954 roku wieś była siedzibą gminy Bogusze. Gmina została zniesiona wraz z reformą wprowadzającą gromady. Po reformie administracyjnej w 1973 roku jednostki nie przywrócono. W latach 1975–1998 miejscowość należała administracyjnie do województwa suwalskiego. Ponowne zmiany podziału administracyjnego państwa umiejscowiły ją w powołanym 1 stycznia 1999 roku województwie warmińsko-mazurskim, w powiecie ełckim.

## Zabytki
W okolicy wsi znajduje się zabytkowy słup graniczny z 1545 roku, wystawiony z funduszy księcia Albrechta u ówczesnego zbiegu granic trzech części Rzeczypospolitej: Korony Polskiej, Litwy i lennych Prus Książęcych.

## Urodzeni w Boguszach
- Stanisław Żelachowski - właściciel majątku Bogusze.
- Kazimierz Sztramko - pilot WP

- Maria Żelechowska-Wyrzykowska - żołnierz Batalionów Chłopskich, członek Komendy Głównej tej organizacji.